# Downtown Venus
«Downtown Venus» — песня американской хип-хоп и R&B группы P.M. Dawn. Она была выпущена 22 августа 1995 года лейблами Gee Street Records и Island Records в качестве первого сингла их третьего студийного альбома Jesus Wept (1995). Второй трек на альбоме, песня была написана вокалистом дуэта Принсом Бе (под его настоящим именем Эттрелл Кордес) и спродюсирована P.M. Dawn. Она построена на основе сэмпла песни «Hush» группы Deep Purple, поэтому авторство принадлежит Джо Сауту.
Выпущенный 22 августа 1995 года на Gee Street Records и Island Records, «Downtown Venus» не повторил успеха предыдущих синглов группы, заняв 48-е место в американском хит-параде Billboard Hot 100 и 58-е место в Великобритании. Из-за своего гитарного рок-звучания песня попала на альтернативные радиостанции и достигла 39 места в чарте Billboard Modern Rock Tracks, став единственным появлением P.M. Dawn в этом списке.

## Композиция
«Downtown Venus» в значительной степени построен на сэмпле песни «Hush» 1967 года, написанной Джо Саутом и перепетой английской рок-группой Deep Purple в 1968 году. Редактор журнала Billboard Пол Верна назвал трек рок-песней с поп- и R&B-оттенками. Ларри Флик из того же издания сравнил вокал песни с вокалом Джона Леннона и отметил его «психоделические» гитарные аккорды
.

## Отзывы
Дэйв Дженнингс из Melody Maker написал: «Downtown Venus» — это удивительно, головокружительно бодрая и прямо-таки настоятельная песня. Я пытаюсь быть сам по себе… / Ты можешь быть увлечена тобой / Но ты не знаешь, какая ты, — поёт Принс Бе в прекрасной демонстрации самоанализа, переходящего во вдохновенное действие. Она прямо-таки пенится от радиоприветливости и повседневной дружелюбности, и на этот раз её поймёт не только аналитик Принса". Пол Муди из New Musical Express отметил: «На этот раз наш человек добавил в обычный поток (под)сознания частицу хита „Hush“ группы Deep Purple и добился, эм, козырей! You would be into you/But you don’t know what you’re like! пропел сэр Би кокетливым шёпотом, похожим на шёпот Принса. Обморок. Хит!».

## Список треков
| - Американский 7-дюймовый и кассетный синглы A. «Downtown Venus» (album version) — 3:40 B. «She Dreams Persistent Maybes» — 3:35 - Американский CD-сингл 1. «Downtown Venus» (album version) — 3:40 2. «Downtown Venus» (Kiss My Wife mix) — 5:12 3. «She Dreams Persistent Maybes» — 3:35 | - Британский, Австралазийский и Японский CD-сингл 1. «Downtown Venus» (original version) — 3:40 2. «Downtown Venus» (Kiss My Wife mix) — 5:12 3. «Downtown Venus» (I Wanna Be into You mix) — 5:07 4. «She Dreams Persistent Maybes» — 3:35 |

## Чарты

### Еженедельные чарты
| Чарт (1995)                        | Высшая позиция |
| ---------------------------------- | -------------- |
| Австралия (ARIA)                   | 73             |
| Канада (RPM Top Singles)           | 43             |
| Великобритания (UK Singles Chart)  | 58             |
| США Billboard Hot 100              | 48             |
| США Modern Rock Tracks (Billboard) | 39             |
| США Top 40/Mainstream (Billboard)  | 21             |